# Tau2 Eridani
Pour les articles homonymes, voir Tau Eridani.
Désignations
Tau2 Eridani (τ2 Eridani / τ2 Eri), également nommée Angetenar, est une étoile géante de la constellation de l'Éridan. Elle est visible à l'œil nu avec une magnitude apparente de 4,78. L'étoile présente une parallaxe annuelle de 17,45 mas mesurée par le satellite Hipparcos, ce qui permet d'en déduire qu'elle est distante d'environ ∼ 187 a.l. (∼ 57,3 pc). Elle se rapproche du Système solaire à une vitesse radiale héliocentrique de −6 km/s.

## Nomenclature
τ2 Eridani (latinisé Tau2 Eridani) est la désignation de Bayer de l'étoile. Elle fait partie de la longue série d'étoiles qui partagent la désignation de Tau Eridani. Sa désignation de Flamsteed est 2 Eridani.
L'étoile porte le nom traditionnel d'Angetenar. Il est dérivé de l'arabe cArja[t] al-Nahr, traduit « la Courbe du Fleuve », au sein de laquelle elle réside effectivement. Les variantes d'Anchetenar, plus rarement utilisée, et d'Anchat, devenue désuète, existent également. Le 30 juin 2017, le Groupe de travail de l'Union astronomique internationale sur les noms d'étoiles a officialisé le nom d'Angetenar pour désigner l'étoile et elle figure désormais dans la liste des noms d'étoiles officiellement reconnus par l'UAI.
En astronomie chinoise, l'étoile fait partie de l'astérisme des « Praries Célestes » (en  chinois 天苑, transcrit Tiān Yuàn), qui comprend notamment les étoiles de la chaîne des Tau Eridani.

## Propriétés
Tau2 Eridani est une étoile géante rouge de type spectral K0 III. Cette étoile évoluée est membre du red clump, ce qui indique qu'elle génère son énergie par la fusion de l'hélium en carbone dans son noyau. Elle fait partie du disque mince de la Galaxie.
Âgée d'environ 660 millions d'années, Tau2 Eridani est 2,4 fois plus massive que le Soleil et son rayon s'est étendu jusqu'à devenir environ huit fois plus grand que le rayon solaire. Elle émet 43 fois plus de lumière que le Soleil et sa température de surface est de 5 049 K.